# Суворов, Станислав Владимирович
Станислав Владимирович Суворов (бел. Станіслаў Уладзіміравіч Сувораў; род. 19 марта 1993, Копыль, Минская область) — белорусский футболист, выступавший на позиции защитника, тренер. Главный тренер калининградской «Балтики-2».

## Карьера
Начинал футбольную карьеру в копыльской СДЮШОР, откуда позже перебрался в солигорский «Шахтёр», где выступал за дублирующий состав. В конце 2012 года футболист завершил профессиональную карьеру футболиста, так и не дебютировав на взрослом уровне. В 2014 году стал тренером юношеской команды солигорского «Шахтёра». В январе 2020 года футболист стал главным тренером дублирующего состава солигорского клуба. В сентябре 2020 специалист был назначен на должность исполняющего обязанности, проведя пару тренировок.
В январе 2022 года возглавил тренерский штаб петриковского «Шахтёра». В ноябре 2022 года в роли ассистента главного тренера вошёл в тренерский штаб молодёжной сборной Беларуси. По итогу сезона вместе с петриковским «Шахтёром» стал бронзовым призёром Первой лиги. В декабре 2023 года вернулся в солигорский «Шахтёр», где стал ассистентом главного тренера. В августе 2023 года получил тренерскую лицензию UEFA PRO.
В декабре 2023 года стал главным тренером солигорского «Шахтёра», с которым подписал двухлетний контракт с опцией продления ещё на сезон. В сентябре 2024 года покинул пост главного тренера солигорского клуба. В январе 2025 года присоединился к тренерскому штабу могилёвского «Днепра». В июле 2025 года покинул могилёвский клуб.
В июле 2025 года стал главным тренером российского клуба «Балтика-2».